# Ventetid - en dag i Vestre Fængsel
|  | Denne artikel er oprettet af botten PalnaBot ud fra en ekstern database. Den kan derfor have sproglige fejl eller mangler. Denne skabelon kan fjernes efter kontrol af indholdet. |

Ventetid - en dag i Vestre Fængsel er en dokumentarfilm fra 1989 instrueret af Henrik Ledet efter manuskript af Henrik Ledet.

## Handling
Filmen skildrer nogle fanger, der deltager i undervisningen i 7.-8. klasse i Vestre Fængsels skole. Tre af fangerne fortæller deres historie: om baggrunden for deres kriminalitet, deres nuværende situation og deres stilfærdige drømme for fremtiden.